# ورزشگاه مرکز ورزشی شانگچنگ
ورزشگاه مرکز ورزشی شانگچنگ (به انگلیسی: Shangcheng Sports Centre Stadium) یک ورزشگاه فوتبال در هانگژو، چین است.
این ورزشگاه که در سال ۲۰۰۹ تأسیس شده دارای ۱۳٬۵۴۴ نفر ظرفیت است.